# یانوشکوویتسه (استان پودکارپاتسکیه)
یانوشکوویتسه (به لاتین: Januszkowice) یک روستا در لهستان است که در گمینا بژوستک واقع شده‌است.